# Khāşeh Kūl
Khāşeh Kūl (persiska: خاصه کول) är en ort i Iran.   Den ligger i provinsen Gilan, i den nordvästra delen av landet, 210 km nordväst om huvudstaden Teheran. Khāşeh Kūl ligger 619 meter över havet och antalet invånare är 283.
Terrängen runt Khāşeh Kūl är kuperad åt nordväst, men åt sydost är den bergig. Terrängen runt Khāşeh Kūl sluttar norrut. Runt Khāşeh Kūl är det ganska glesbefolkat, med 45 invånare per kvadratkilometer. Närmaste större samhälle är Manjīl, 15,9 km sydväst om Khāşeh Kūl. I omgivningarna runt Khāşeh Kūl växer i huvudsak blandskog.